# Clausena lansium
Clausena lansium är en vinruteväxtart som först beskrevs av João de Loureiro, och fick sitt nu gällande namn av Homer Collar Skeels. Clausena lansium ingår i släktet Clausena och familjen vinruteväxter. Inga underarter finns listade i Catalogue of Life.